# Аквіла

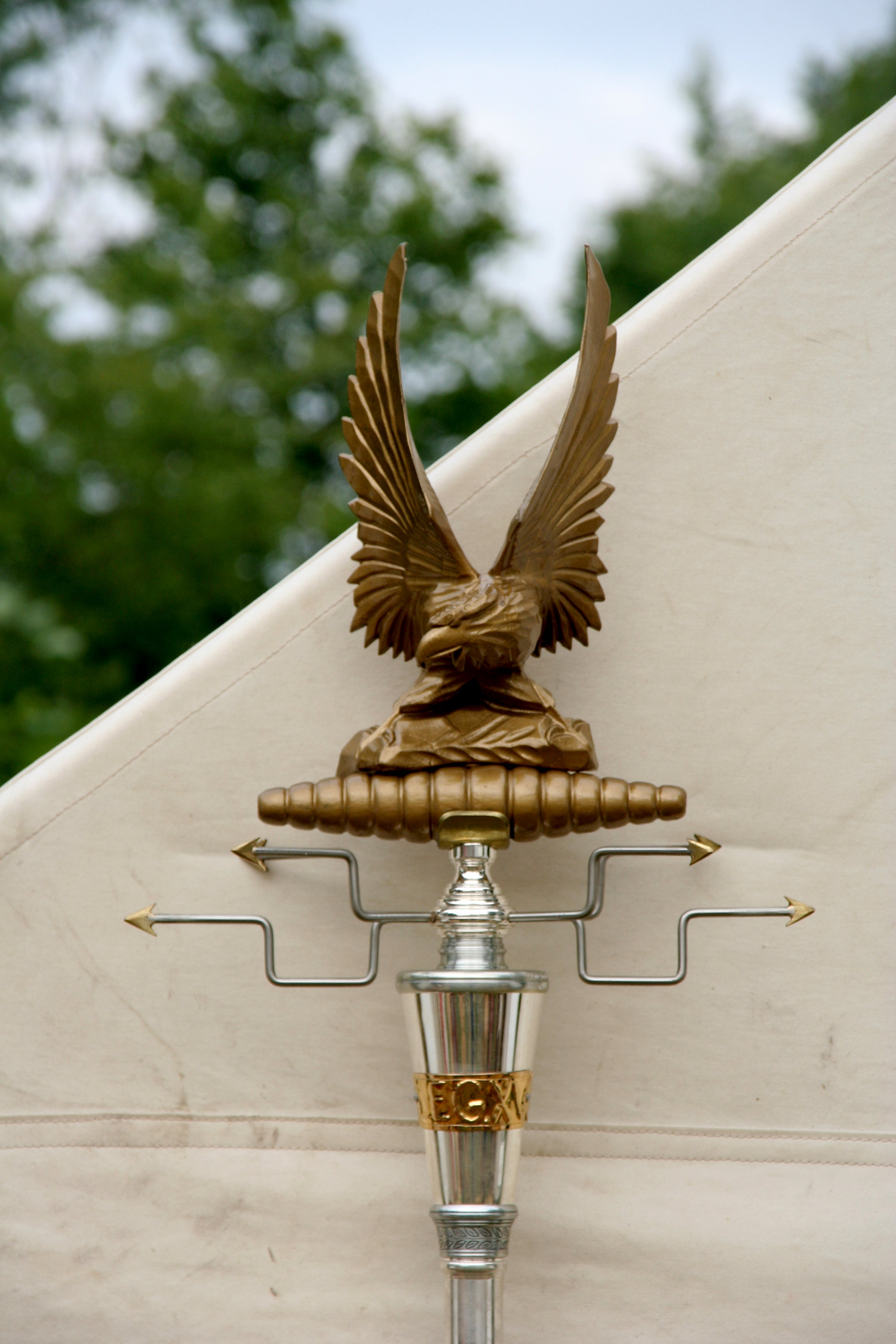
Реконструкція аквіли

А́квіла (лат. aquila, «орел») — знаки легіонів римської армії у вигляді орла, зроблені зі срібла або золота та розміщені на жердині, часто прикрашені металевими бляхами-фалерами. З'явились разом з реформою Марія. Солдат, що ніс під час маршу, називався аквіліфер (aquilifer).
Аквіла, символ орла, була оточена релігійним благоговінням, бо орел вважався символом Юпітера. З цієї причини втрата аквіли на полі бою була максимально можливою ганьбою для легіону, а римські солдати були готові померти за відновлення знака.
Аквілу постійно тримали в кімнаті, відомій як principiorum Aedes, вона була під опікою першого центуріона легіону — приміпіла.